# ブライアン・ヘイグ
ブライアン・ヘイグ（Brian F. Haig、1953年3月15日 - ）は、アメリカの小説家・軍人。

## 経歴
ブライアン・ヘイグの父はアメリカ合衆国陸軍大将を務めたアレクサンダー・ヘイグで、ブライアンも1975年にウェストポイント陸軍士官学校を卒業し、中尉に任命される。ドイツにて小隊長、コロラド州のフォート・カーソンにて歩兵中隊長を務め、ハーバード大学で軍事戦略の修士号を取得。その後アメリカ陸軍にて軍事戦略家として3年間活動した。主に東南アジアにおけるソヴィエト連邦の勢力拡大を防ぐ戦略に関する仕事をしていた。そしてソウルの韓米連合軍司令部の最高司令官特別補佐官を3年間務め、1997年に軍を退職した。
その後エリクソンエアクレーン社の社長を務め、社長の職を退任した後はフルタイムの作家として活動し、2001年「極秘制裁」で作家デビューを果たした。

### 小説
- 『極秘制裁』"Secret Sanction", 2001年

平賀秀明訳、新潮社
- 『反米同盟』"Mortal Allies", 2002年

平賀秀明訳、新潮社
- 『キングメーカー』"The King Maker", 2003年

平賀秀明訳、新潮社
- "Private Sector", 2004年

日本語版無し
- "The President's Assassin", 2005年

日本語版無し
- "Man In The Middle", 2007年

日本語版無し